# Assuania sudanensis
Assuania sudanensis är en tvåvingeart som beskrevs av Becker 1922. Assuania sudanensis ingår i släktet Assuania och familjen fritflugor.
Artens utbredningsområde är Sudan. Inga underarter finns listade i Catalogue of Life.